# Józef Malec
Józef Jan Malec (ur. 28 marca 1955 w Charzynie) – polski samorządowiec, od 2014 roku starosta powiatu kamieńskiego.

## Życiorys
Jest synem Władysławy i Marcina. Jest absolwentem Akademii Rolniczej w Szczecinie. Pracował następnie w działalności rolniczej w Przybiernowie, Kamieniu Pomorskim oraz Świerznie, był dyrektorem kombinatu PGR w Golczewie. Od 1992 do 2009 roku pracował w Agencji Nieruchomości Rolnych, a od 2010 roku pracował w Urzędzie Gminy Golczewo.

### Działalność polityczna
W 2011 roku został zastępcą burmistrza Golczewa. W wyborach samorządowych w 2014 roku bezskutecznie kandydował z ramienia KWW Inicjatywa Gospodarcza do rady powiatu kamieńskiego, otrzymał 119 głosów. 19 grudnia tego samego roku został wybrany starostą w ramach koalicji z Platformą Obywatelską, zastąpił na tej funkcji Beatę Kiryluk. W grudniu 2015 roku zawiązał koalicję z Polskim Stronnictwem Ludowym jednocześnie odwołując członków zarządu powiatu z PO. W wyborach samorządowych w 2018 roku został wybrany radnym powiatu otrzymując 504 głosy. W listopadzie tego samego roku ponownie wybrano go starostą. W styczniu 2019 roku został reprezentantem Konwentu Starostów Województwa Zachodniopomorskiego w Wojewódzkiej Radzie Bezpieczeństwa Ruchu Drogowego. W wyborach samorządowych w 2024 roku uzyskał reelekcję jako radny powiatowy, otrzymał 517 głosów. W maju tego samego roku rada ponownie powołała go na funkcję starosty.